# Can Delforn
Can Delforn és una obra del municipi de Sant Andreu de la Barca (Baix Llobregat) inclosa en l'Inventari del Patrimoni Arquitectònic de Catalunya.

## Descripció
Es tracta d'un habitatge unifamiliar d'estil modernista, de planta baixa. Fa parella amb una altra simètrica que ha sofert modificacions. La façana de la casa que es conserva intacta està decorada amb motius i elements modernistes de ceràmica vidrada de temes florals. Els maons també formen part de la decoració, donant diferents nivells a la façana. La casa queda acabada amb una faixa de maons. Cal destacar la reixa de la finestra i la barana del terrat, de ferro forjat.